# Epafras (imię)
Epafras – imię męskie pochodzenia greckiego, prawdopodobnie skrócony wariant imienia Epafrodytos. Imię to występuje w Nowym Testamencie u jednego ze współpracowników św. Pawła, i właśnie św. Epafras (I wiek) jest patronem tego imienia.
Epafras imieniny obchodzi 19 lipca.